# Étienne Jodelle
Étienne Jodelle (Párizs, 1532. – 1573.) francia költő, drámaíró, a Pléiade tagja.

## Életpályája és drámái
Párizsban született nemesi családból. A Pléiade költői csoporthoz csatlakozott és megpróbálta annak elveit a drámában is alkalmazni. Jodell volt az első, aki antik mintára francia nyelvű tragédiát írt. Első tragédiája, a Cléopâtre captive ('A fogoly Kleopátra') 1553. február 9-én került színre II. Henrik francia király jelenlétében. Költőbarátaival együtt maga a húsz éves szerző is játszott benne, ő alakította Kleopátra szerepét. A darabnak nagy volt a sikere, még abban az évben egy párizsi kollégiumban is eljátszották. A tragédiában kortársai az antik tragédia újjászületését üdvözölték.
Jodelle két másik darabot is írt. A Didon se sacrifiant című tragédiája Vergilius elbeszélését követi. A L'Eugène című darabja előbeszédében bejelenti, hogy új műfajjal, az ókori vígjátékot utánzó komédiával próbálkozott. Ez az első antik mintájú vígjáték francia nyelven, habár egyes elemei még közelebb állnak az akkoriban elterjedt bohózathoz (farce-hoz).
Tragédiáinak belső értéke csekély, több bennük a lírai elem, mint a drámai. Az öt felvonásból álló Cléopâtre inkább lírai, mint drámai. A darab öt felvonása alatt alig történik valami. Az első felvonásban bejelentik Antonius halálát, az ötödikben elmondják Kleopátra öngyilkosságának történetét, de a darab egyiket sem jeleníti meg. A felvonásokat kórusok zárják, melyek a görög drámáknak inkább csak formai utánzatai. 
Jodelle 1573 júliusában szegénységben halt meg. Halála után műveit Charles de la Mothe nyomatta ki Les Œuvres et meslanges poetiques d’Estienne Jodelle Sieur du Lymodin (Paris, 1574) címen. A drámákon kívül a kötet sok verset, többek között szonetteket tartalmaz, melyek főként Jodelle fiatalkorából származnak.

## Későbbi értékeléséből
A Cléopâtre prológusában Jodelle nyíltan kifejezi azt, ami később a klasszicizmus egyik jellemzője lett: a népies megvetését – írta Gyulai Pál. – Jodelle magasabbra színtre akar emelkedni azoknál, akik a „fapapucsos nép” számára írják és játsszák darabjaikat. Sikerült is átvennie a görög tragédiát külsőségekben, de szellemük nélkül. „E klasszikai külsőségek lassanként meghonosodtak a francia színpadon, s némi csíra bensőleg is fejledezni kezdett.”